# Kabinett Kaifu II
| Amt (englisch)                                                                                   | Name                                                 | Partei  | Faktion           |
| ------------------------------------------------------------------------------------------------ | ---------------------------------------------------- | ------- | ----------------- |
| Premierminister                                                                                  | Toshiki Kaifu                                        | LDP     | (Kōmoto)          |
| Justizminister                                                                                   | Hasegawa Shin Kajiyama Seiroku ab 13. September 1990 | LDP LDP | Takeshita         |
| Außenminister                                                                                    | Nakayama Tarō                                        | LDP     | Abe               |
| Finanzminister                                                                                   | Ryūtarō Hashimoto                                    | LDP     | Takeshita         |
| Bildungsminister                                                                                 | Kōsuke Hori                                          | LDP     | Takeshita         |
| Gesundheits- und Sozialminister zuständig für das Rentenproblem                                  | Yūji Tsushima                                        | LDP     | Miyazawa          |
| Minister für Landwirtschaft, Forsten und Fischerei                                               | Tomio Yamamoto                                       | LDP     | Abe               |
| Minister für Internationalen Handel und Industrie                                                | Mutō Kabun                                           | LDP     | Watanabe          |
| Verkehrsminister zuständig für den Neuen Internationalen Flughafen                               | Akira Ōno                                            | LDP     | Abe               |
| Postminister                                                                                     | Takashi Fukaya                                       | LDP     | Watanabe          |
| Arbeitsminister                                                                                  | Shunpei Tsukahara                                    | LDP     | Abe               |
| Bauminister                                                                                      | Tamisuke Watanuki                                    | LDP     | Takeshita         |
| Innenminister Vorsitzender der Nationalen Kommission für Öffentliche Sicherheit                  | Keiwa Okuda                                          | LDP     | Takeshita         |
| Chefkabinettssekretär                                                                            | Sakamoto Misoji                                      | LDP     | Kōmoto            |
| Leiter der Behörde für Management und Koordination                                               | Shiozaki Jun                                         | LDP     | Miyazawa          |
| Leiter der Behörde für die Entwicklung Okinawas Leiter der Behörde für die Entwicklung Hokkaidōs | Sunada Shigetake Kibe Yoshiake ab 13. September 1990 | LDP LDP | Watanabe Watanabe |
| Leiter der Verteidigungsbehörde                                                                  | Ishikawa Yōzō                                        | LDP     | Miyazawa          |
| Leiter des Wirtschaftsplanungsamts                                                               | Aizawa Hideyuki                                      | LDP     | Miyazawa          |
| Leiter der Behörde für Wissenschaft und Technologie                                              | Ōshima Tomoji                                        | LDP     | Watanabe          |
| Leiter der Umweltbehörde                                                                         | Kitagawa Ishimatsu                                   | LDP     | Kōmoto            |
| Leiter der Behörde für Staatsland                                                                | Satō Moriyoshi                                       | LDP     | Takeshita         |

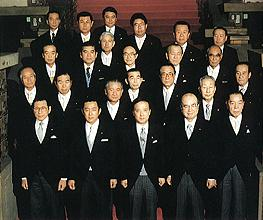
Kabinett Kaifu II am 28. Februar 1990

Anmerkung: Der Parteivorsitzende und Premierminister gehört während seiner Amtszeit offiziell keiner Faktion an.